# Batalha de Manila (1898)

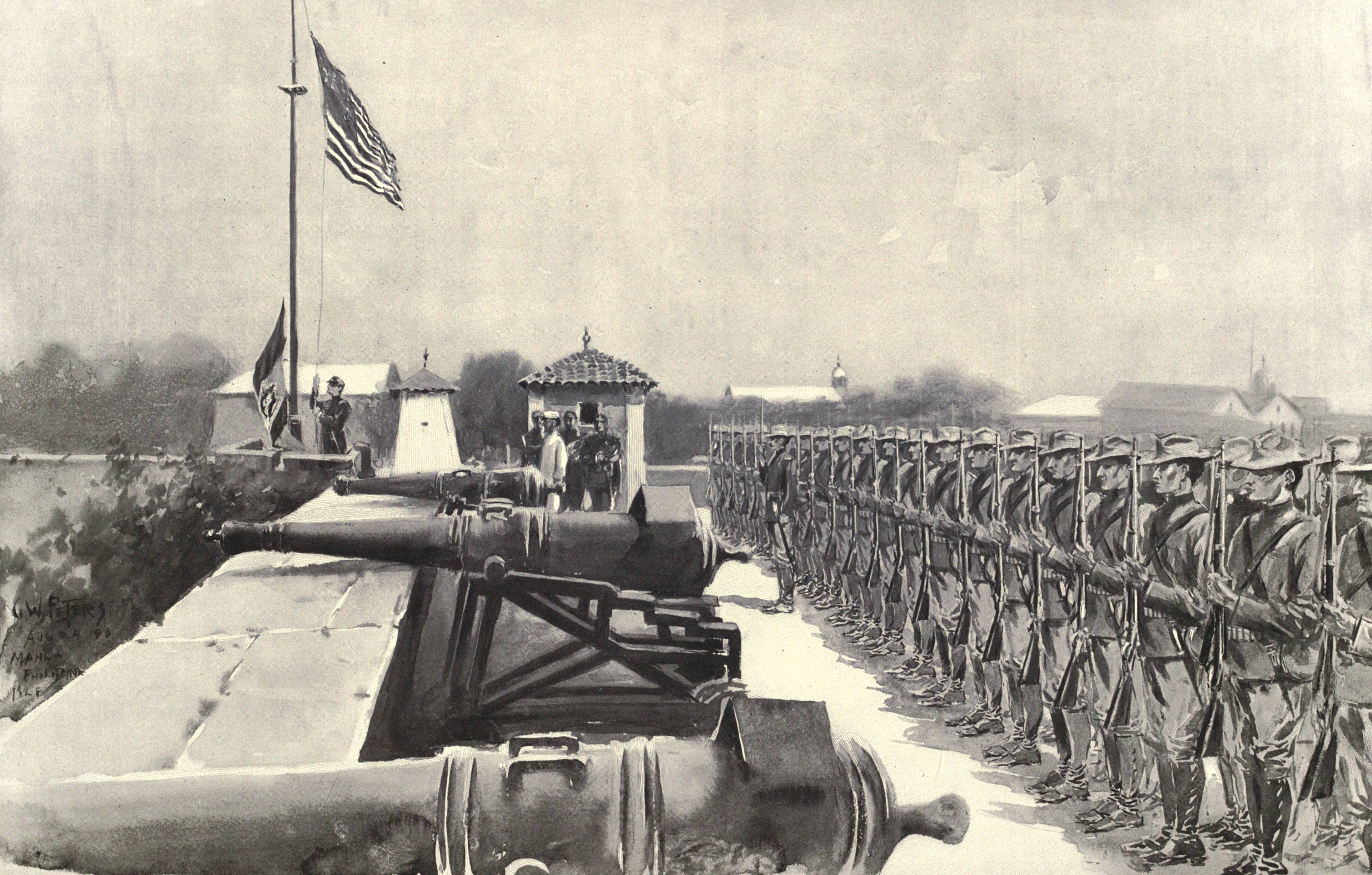
Erguendo a bandeira norte-americana sobre o Forte Santiago, Manila, na noite de 13 de agosto de 1898. De Harper's Pictorial History of the War with Spain, vol. II, publicado pela Harper and Brothers em 1899.

A Batalha de Manila (em filipino: Labanan sa Maynila; em espanhol: Batalla de Manila), às vezes chamada de Batalha Falsa de Manila, foi um confronto terrestre ocorrido em Manila em 13 de agosto de 1898, no final do Império Espanhol. Quatro meses após a vitória decisiva do Esquadrão Asiático do Comodoro Dewey na Batalha da Baía de Manila. Os beligerantes eram forças espanholas lideradas pelo governador-geral das Filipinas Fermín Jáudenes, e as forças americanas lideradas pelo major-general do Exército dos Estados Unidos Wesley Merritt e pelo comodoro da Marinha dos Estados Unidos George Dewey. As forças americanas foram apoiadas por unidades do Exército Revolucionário Filipino, lideradas por Emilio Aguinaldo.
A batalha é às vezes chamada de "Batalha Simulada de Manila" porque os comandantes locais das forças espanholas e americanas, que estavam legalmente em guerra, planejaram secreta e conjuntamente a falsa batalha para transferir o controle do centro da cidade da Espanha para os norte-americanos, mantendo o Exército Revolucionário Filipino fora do centro da cidade, e com o objetivo de impedir que as forças filipinas derrotassem a Espanha na reta final da Guerra Filipino-Espanhola. Ao fazer isso, a Espanha, um país branco, não será humilhada internacionalmente por perder para as forças filipinas de pele morena. A batalha deixou as forças americanas no controle de Intramuros, o centro de Manila, cercado por forças revolucionárias filipinas, criando as condições para a Batalha de Manila de 1899 e o início da Guerra Filipino-Americana.